# Cannobio
Cannobio é uma comuna italiana da região do Piemonte, província do Verbano Cusio Ossola, com cerca de 4.986 habitantes. Estende-se por uma área de 51 km², tendo uma densidade populacional de 98 hab/km². Faz fronteira com Cannero Riviera, Cavaglio-Spoccia, Falmenta, Luino (VA), Maccagno (VA), Trarego Viggiona, Tronzano Lago Maggiore (VA).

## Demografia
| Variação demográfica do município entre 1861 e 2011                               |
|                                                                                   |
| Fonte: Istituto Nazionale di Statistica (ISTAT) - Elaboração gráfica da Wikipedia |